# Circuito de Dundrod
Dundrod es un circuito de carreras rutero situado en el condado de Antrim, Irlanda del Norte, Reino Unido. Se ha utilizado para el Trofeo RAC de Turismo para automóviles (1950-1955) y para el Gran Premio del Ulster de Motociclismo desde el año 1953. El cercano circuito de Clady, en el Condado de Antrim, se utilizó para el Gran Premio del Ulster Grand entre (1922 - 1952) antes de trasladarse al cercano Circuito de Dundrod para la temporada de carreras 1953 de motos.

Circuito de Dundrod usado para el Campeonato Mundial de Motociclismo.

## Historia
El Circuito de Dundrod, de 7,416 millas (11,934 kilómetros) de longitud, fue utilizado por primera vez en 1950 por el Trofeo RAC de Turismo, y posteriormente modificado a 7,401 millas (11,910 kilómetros). En la temporada de carreras de 1953 el Circuito de Clady fue abandonado por las carreras de motos y el Gran Premio de Motociclismo del Ulster como parte  del Campeonato Mundial de la FIM,, se trasladó al cercano Circuito de Dundrod en el condado Antrim. El Ulster Grand Prix, celebrado en las vías públicas cerradas para las carreras, incluyendo una sección de la secundaria B38 Hannahstown Road entre Glenavy Co Antrim, la secundaria B101 Leathemstown Road desde Leathemstown, curvas en Dundrod y el B153 Quarterland / Tornagrough Road desde Cochranstown a la horquilla Lindsay.

## Velocidad y los registros de carrera
El récord de vuelta para el Circuito de Dundrod es de 3 minutos y 18.870 segundos a una velocidad promedio de 133.977 mph establecido por Bruce Anstey montando una Suzuki 1000cc durante el Gran Premio del Ulster 2010. El registro de carrera del Circuito de Dundrod es una velocidad promedio de 132.029 mph también fijado por Bruce Anstey durante el  Gran Premio del Ulster 2010.
El récord de vuelta para el Trofeo RAC de Turismo sobre el Circuito de Dundrod es de 4 minutos y 42 segundos a una velocidad promedio de 94.67 mph (152.3582 km/h) en manos de Mike Hawthorn conduciendo un Jaguar D-Type durante el Trophy RAC de Turismo de 1955. El registro de carrera por el Trofeo RAC de Turismo sobre el Circuito Dundrod es de 7 horas, 3 minutos y 12 segundos a una velocidad promedio de 88,32 mph (142.139 kilómetros) para 84 vueltas (622,96 millas/1002,518 km) durante la carrera RAC Tourist Trophy de 1955 en poder de las obras de entrada de Daimler-Benz, de Stirling Moss / Juan Fitch conduciendo un Mercedes-Benz 300 SLR.